# Книжный шифр Энея

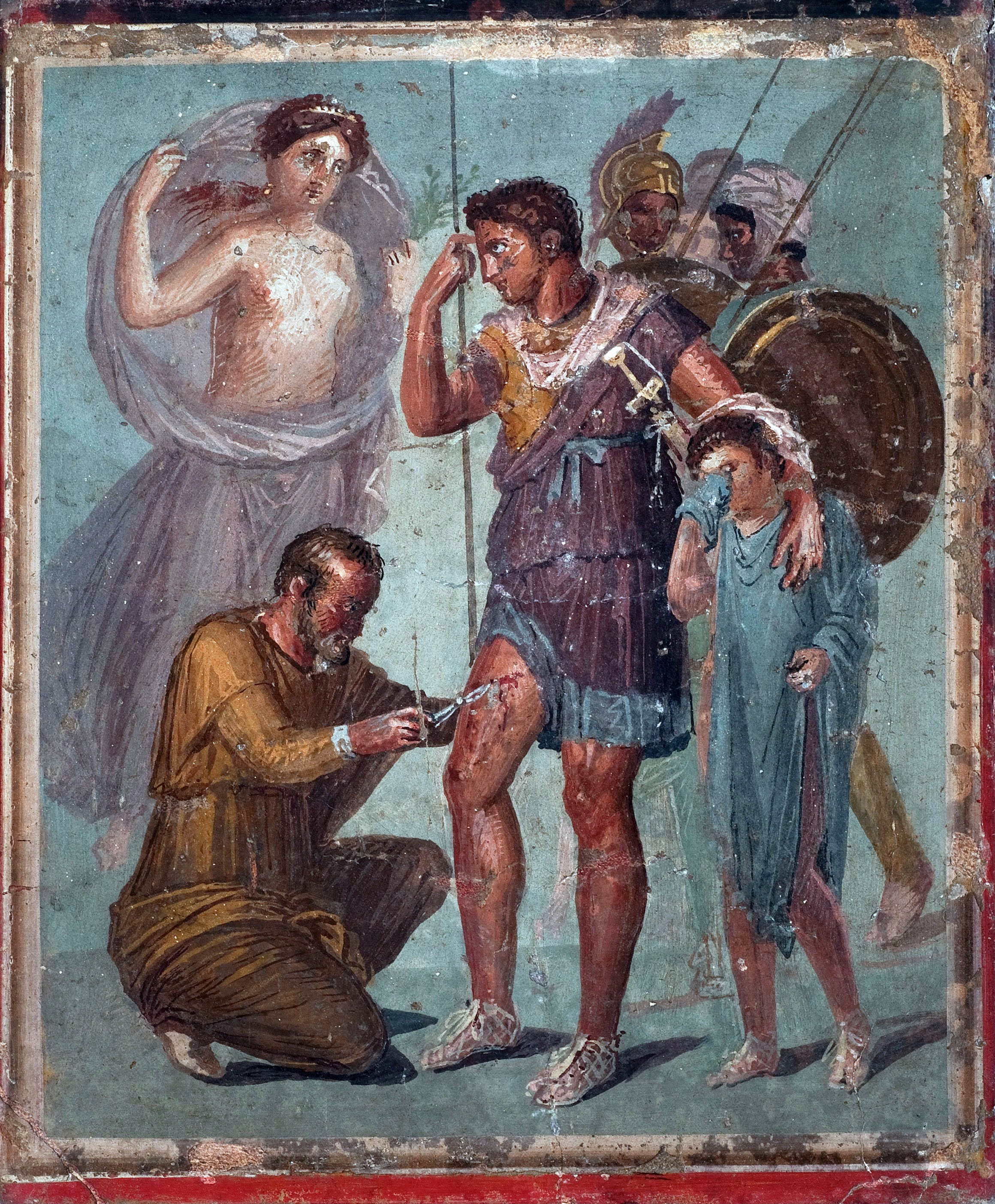
Герой Эней с богиней Венерой и сыном

Книжный шифр Энея — передача информации с помощью малозаметных пометок в тексте книги или документа, например, игольных дырок, проставленных рядом с буквами, которые в сумме образуют исходный текст секретного сообщения.
Данный метод не является шифрованием и относится к стеганографии.

## История
Первое упоминание данного способа связывают с именем Энея Тактика, полководца IV века до н. э. В своём сочинении «О перенесении осады» Эней предложил делать малозаметные дырки рядом с буквами в книге или другом документе. Много позже, аналогичный шифр использовали германские шпионы в Первой мировой войне.